# Les Mystériales
Les Mystériales sont un festival annuel dédié aux littératures populaires et de l'imaginaire, qui se déroule à Redon (Ille-et-Vilaine) depuis 2019, dans le cloître de l'abbaye Saint-Sauveur. 

## Organisation
Les Mystériales sont organisées par la Mystérieuse association, organisme sans but lucratif composé de professionnels du livre du Pays de Redon (libraire, éditeurs, auteurs, médiathécaires) et de bénévoles. La direction artistique est assurée depuis 2022 par l'écrivain redonnais Jérôme Nédélec.

### Genres littéraires
Le festival est consacré aux genres littéraires «populaires et de l'imaginaire», qui comprennent notamment: fantasy, fantastique, science-fiction, romans historiques, polars, thriller, steampunk, merveilleux, romans d'aventure, etc. Les romans, recueils de nouvelles, bandes dessinées, essais, albums illustrés, revues spécialisées y sont représentés.

### Animations
Outre les rencontres avec les auteurs et les maisons d'édition, qui ont lieu sous les arcades entourant le cloître, diverses animations sont proposées dans le jardin du cloître et les salles attenantes: expositions, tables rondes, conférences, lectures, interviews d'auteurs et d'éditeurs, concerts, projections de films, etc.

### Historique
La première édition s'est tenue sur une seule journée, le dimanche 2 juin 2019, avec la présence d'une quarantaine d'auteurs et une exposition d'œuvres fantastiques du Naïa museum de Rochefort-en-Terre. En 2020, la seconde édition a dû être annulée en raison de l'épidémie de COVID-19. Pour les mêmes raisons, celle de 2021 a été déplacée au mois d'août.
En 2022, pour leur troisième édition, les Mystériales ont eu lieu sur deux journées, les 28 et 29 mai. Des rencontres et animations ont aussi été proposées en amont, dans les médiathèques du territoire et au cinéma Manivel de Redon.

## Auteurs
Les Mystériales sont un festival mixte, avec des stands d'éditeurs et des auteurs invités sur le stand de la librairie Libellune. Parmi les auteurs présents depuis les débuts du festival figurent notamment: Michèle Astrud, Stéphane Batigne, Karim Berrouka, Christian Blanchard, Benoît Broyart, Bruno Brucero, Nathalie de Broc, Dominique Camus, Myriam Chenard, Frank Darcel, Patrick Denieul, Benjamin Desmares, Hervé Dréan, Maëlig Duval, Anne Fakhouri, Estelle Faye, Morgan of Glencoe, Claudine Glot, Julien Heylbroeck, David Khara, Jean-François Kierzkowski, Pascal Lamour, Camille Leboulanger, Jean-Marc Ligny, Jérôme Nédélec, Alex Nikolavitch, Justine Niogret, Tristan Pichard, etc.

## Galerie

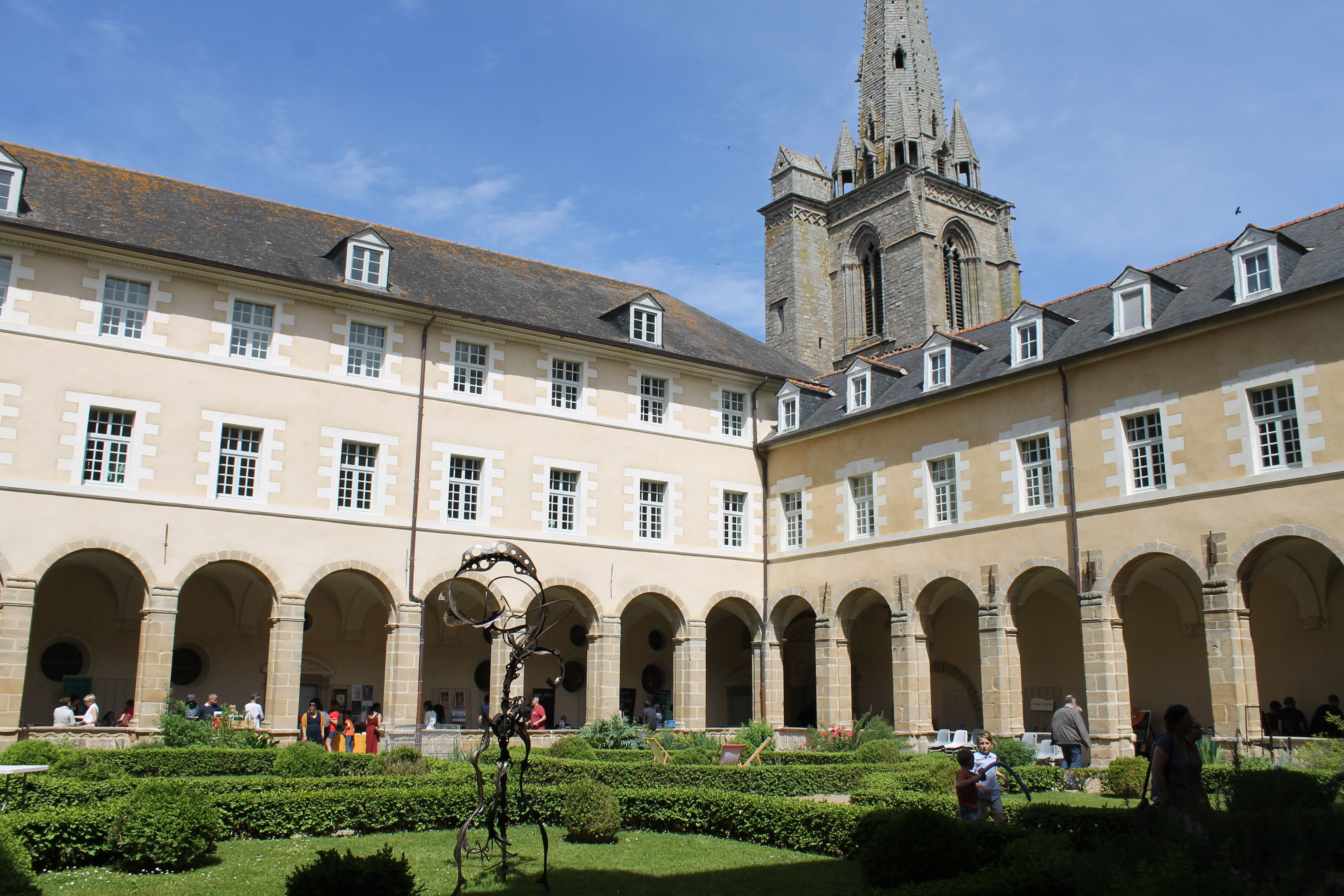
Cloître et tour gothique de l'abbaye Saint-Sauveur de Redon
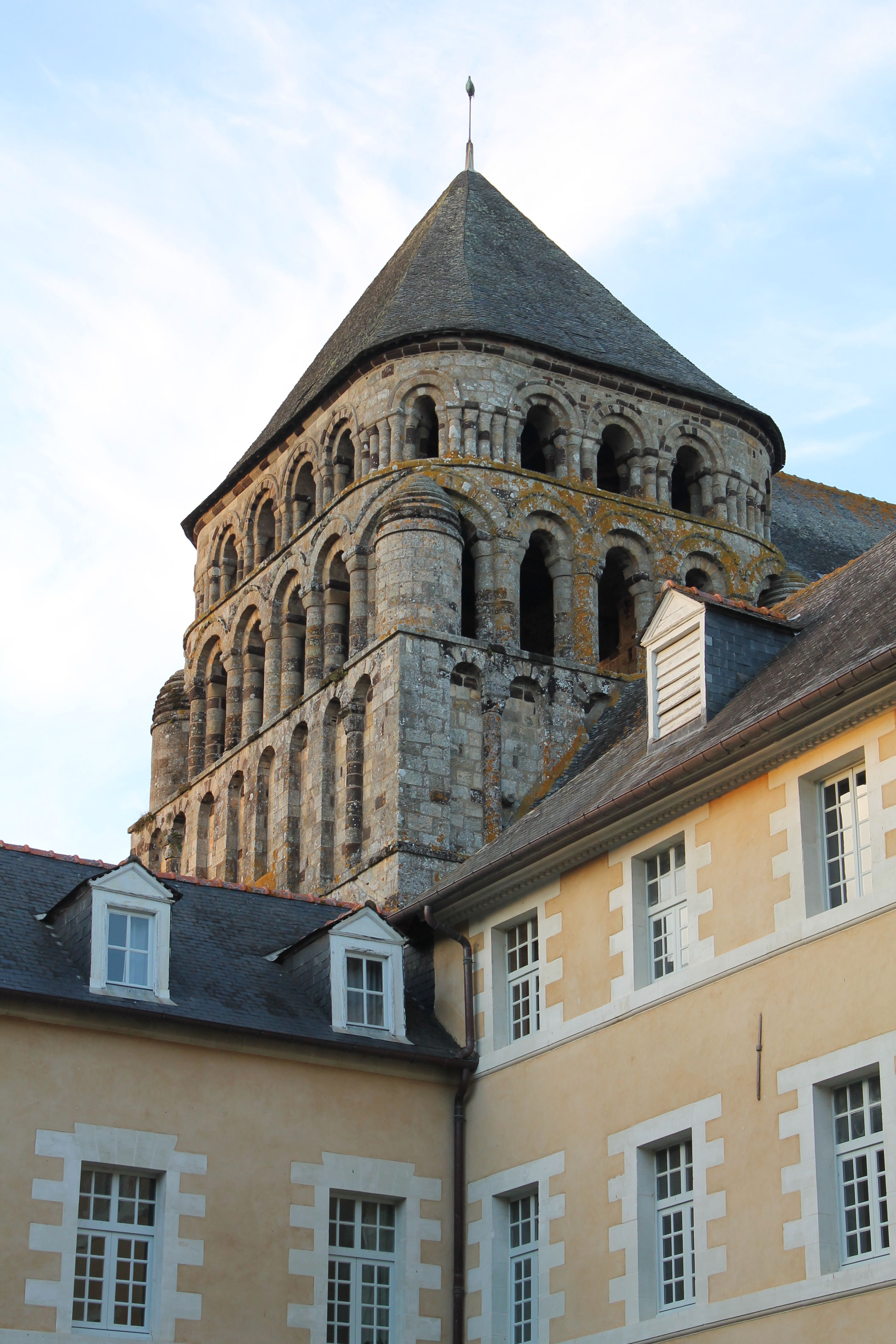
Tour romane de l'abbaye Saint-Sauveur
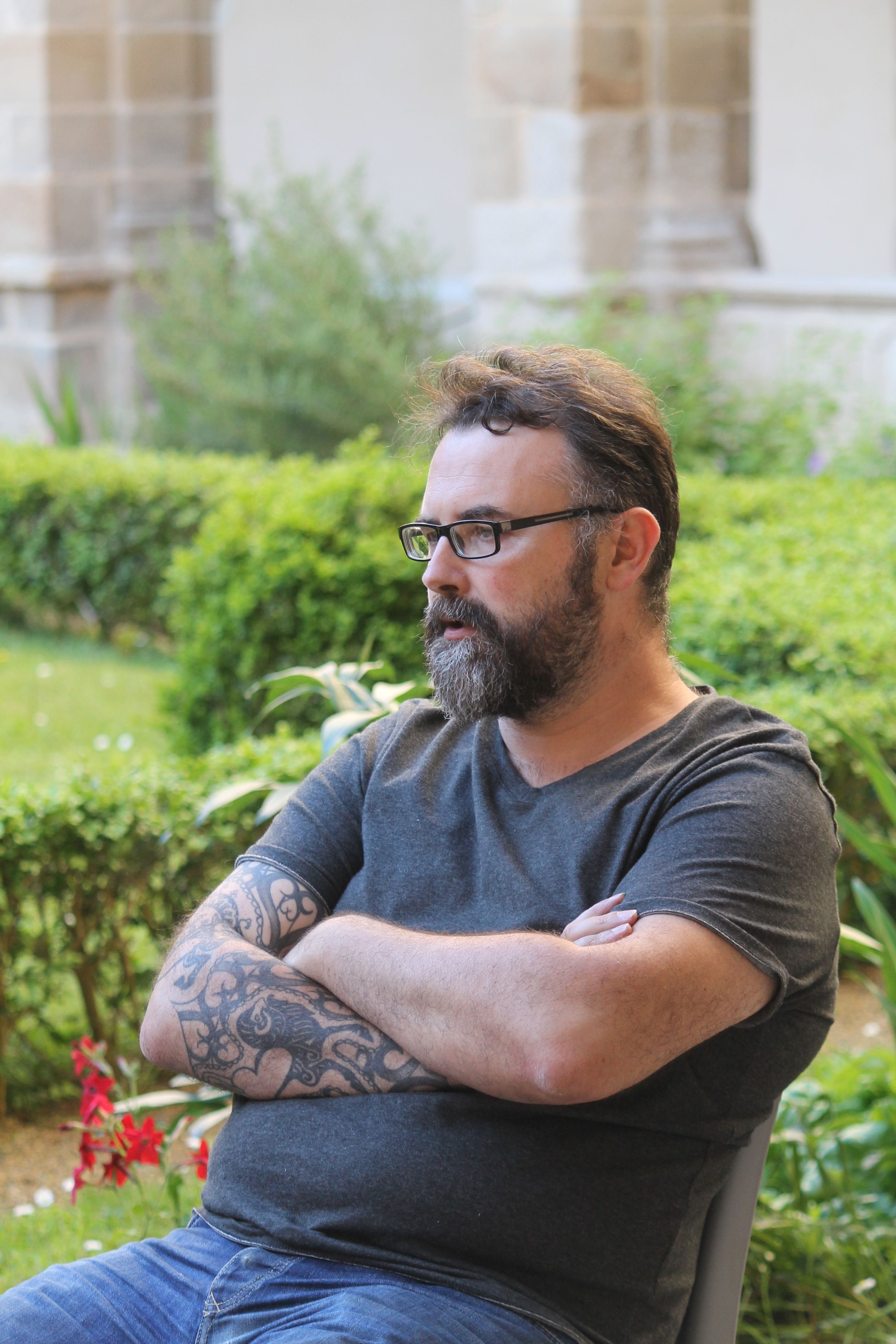
Jérôme Nédélec aux Mystériales de Redon 2019
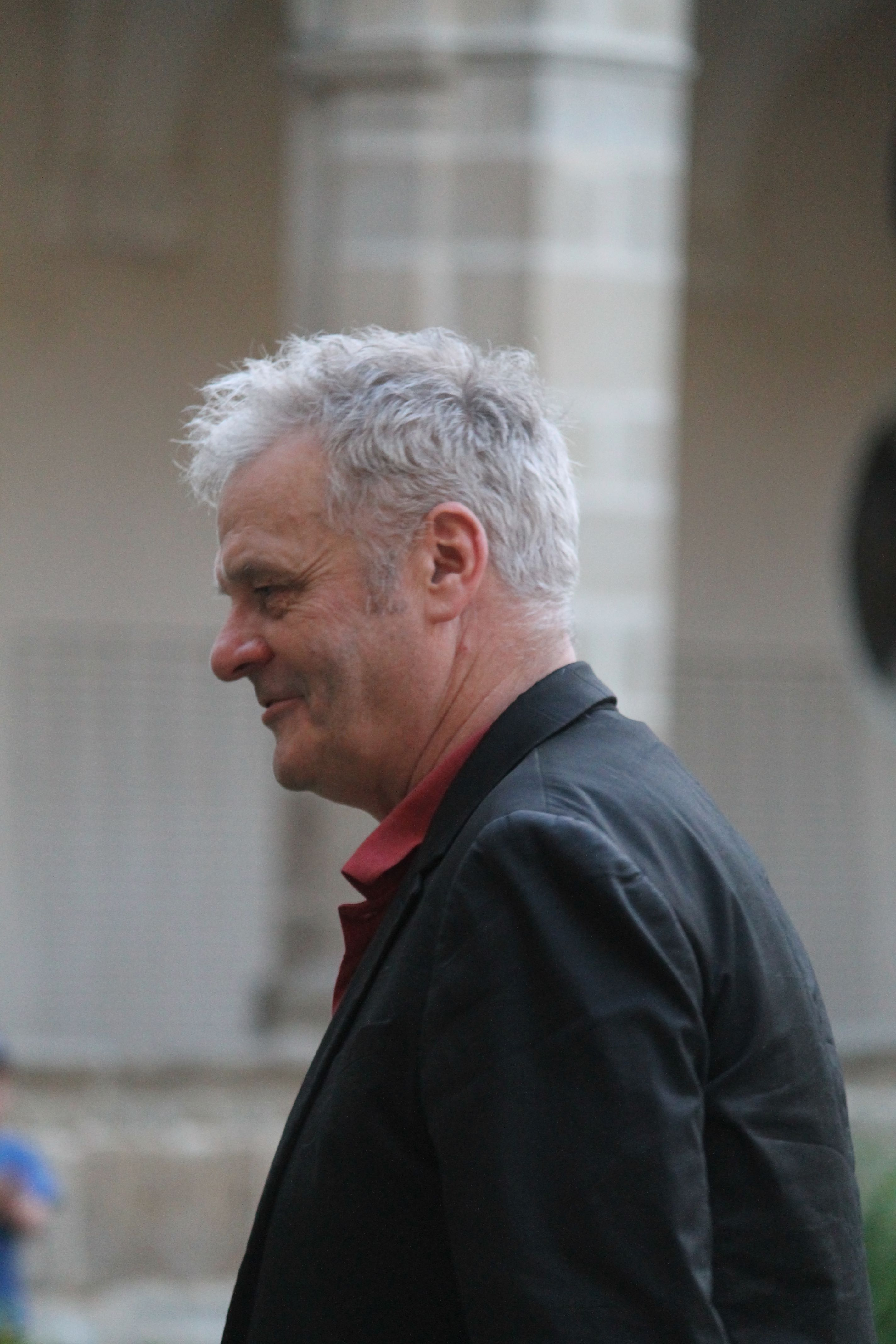
Frank Darcel aux Mystériales de Redon 2019
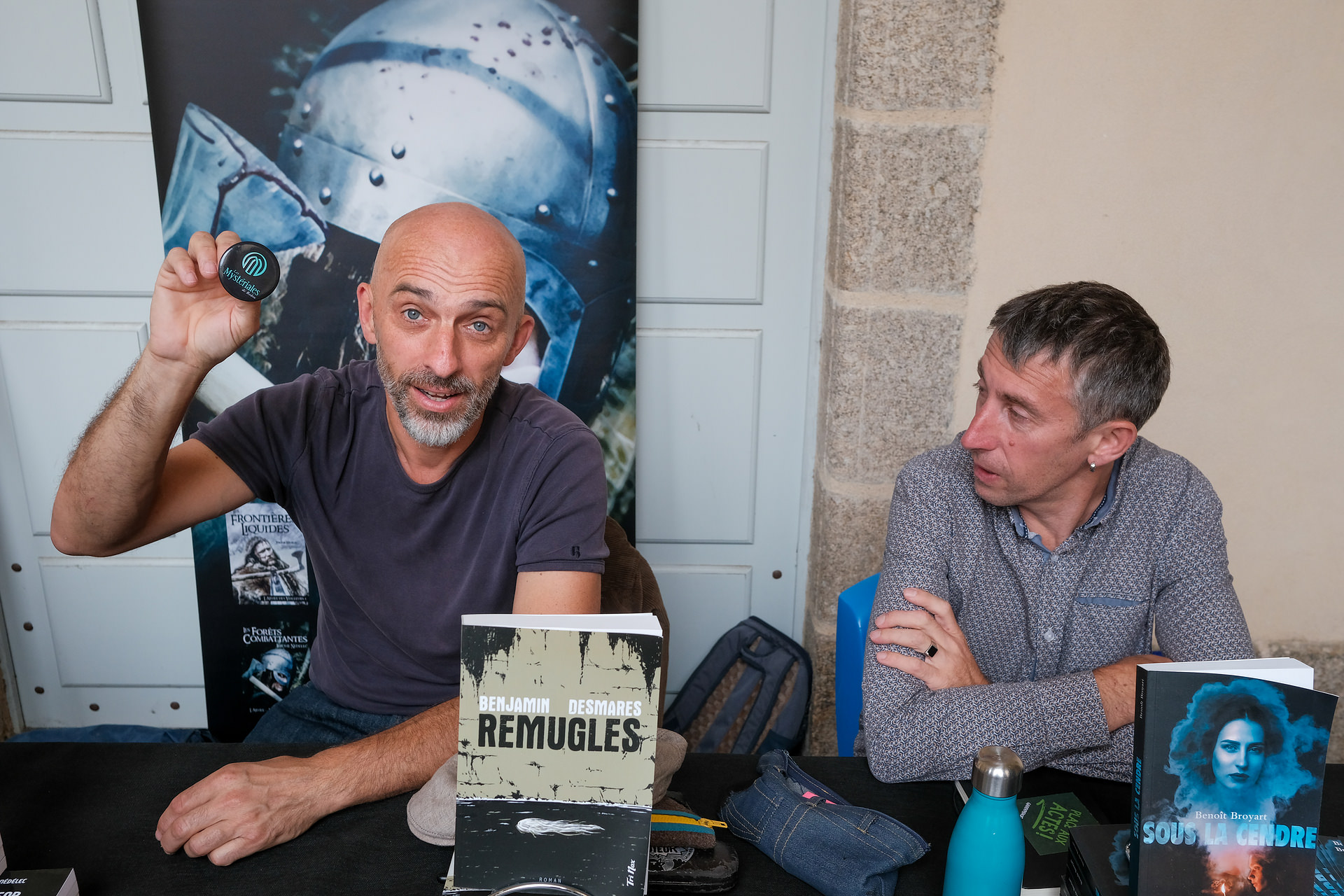
Les auteurs Benjamin Desmares et Benoît Broyart aux Mystériales de Redon 2021
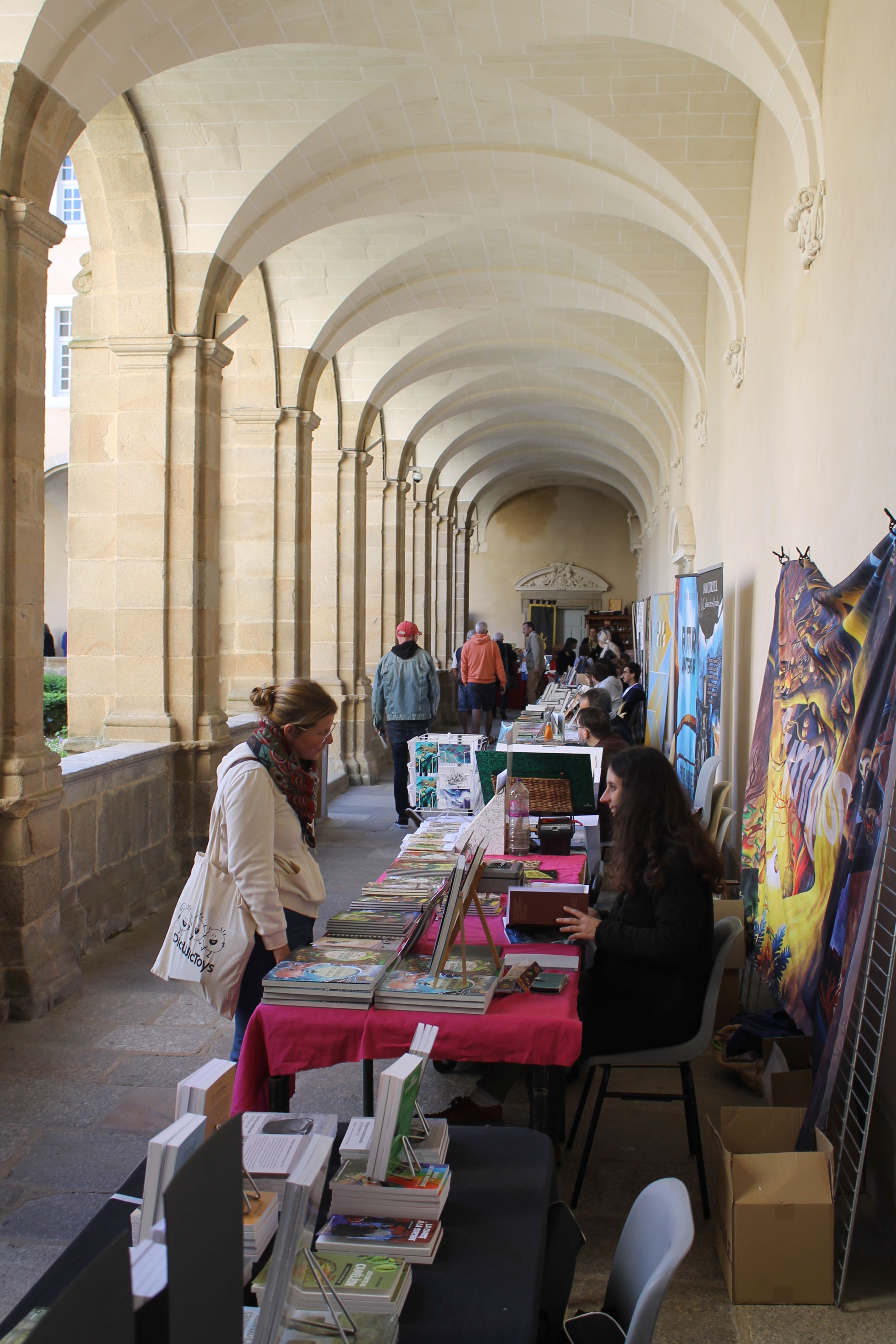
Dédicace lors des Mystériales de Redon 2022